# Seraa Ala El Remal
Seraa Ala El Remal  (ALA-LC: Sirae Ealaa Alramal) (en árabe: صراع على الرمال (مسلسل)(Guerras en la Arena, también Conflicto en la Arena) es una telenovela dramática de la televisión árabe siria, estrenada en la Dubai TV durante el Ramadan 2008. Fue escrita por el escritor palestino Hani Saadi, dirigido por Hatem Ali, y producido por Dubai Media.

## Trama
Seraa Ala El Remal narra la vida de los beduinos árabes en el desierto a principios del siglo XVIII, entrelazando los destinos de diferentes personas reunidas por el amor y dispersadas por la guerra, con historias de amor, de equitación, lealtad, traición y venganza. Cuenta la historia de dos tribus árabes que fluyen entre la sangre y las lágrimas a causa de Alrgit, que no quiere al jefe; por esta razón comienza a planear la demolición de la tribu y la descalificación del cacicazgo. La novela, se mueve al ritmo de la disputa entre ellos y la otra tribu y hacer girar feroces batallas entre las dos tribus por descubrir, pero en los últimos minutos y el odio se come su corazón en las dos tribus.
Su nombre iba a ser «Días de Venganza» durante el trabajo; y, luego cristalizó la idea de convertir su nombre en "Guerras en la Arena". Fue la serie de televisión árabe más cara de todos los tiempos, su costo estimado para producir Seraa Ala El Remal fue de $ 6 millones. Fue filmado desde octubre de 2007 hasta febrero de 2008 en Dubái, Marruecos y Siria, con sitios que incluyen a Palmira en Siria y Uarzazat en Marruecos.

## Protagonistas

### DeSiria
- Muna Wassef
- Taim Hasan
- Abdul Munim al-Ameri
- Abdel Rahman Abu Kassim
- Bassel Khayyat
- Rana white
- Safa Sultan
- Joseph Nashef
- Countries Sammour
- Khalid Center
- Rana Gajmoula
- Luma Ibrahim
- Jaber Joukdar
- Adham Guide
- Muhannad Qatish
- Mohammad Al bribes
- Hassan flotation
- Seif Eddin Subaie
- Zinni sanctity

### DeJordania
- Saba Mubarak
- Nadia Odeh
- Nidal Najem
- Anahid Fayyad

### DeMarruecos
- Mohamed Meftah

## Personal técnico
- Director de Fotografía e Iluminación: Ing. Ahmed Ibrahim Ahmed
- Fotografía: Nizar y Awia
- Ingeniero de sonido: Mohamed Ali
- Edición: Essam Sidawi
- Director de producción: El Hadi Kronit
- Composición musical: Tariq Al-Nasir
- Maquillaje: Mir Mohsen Mousavi - Irán
- Decoración: Nasser Al-Jalili
- Producción: Dubai Media Inc. - Sheikh Mohammed bin Rashid Al Maktoum
- Puerto del producto: Compañía de producción de imágenes
- Compañía Productora en el Reino de Marruecos: [ALADIN FILMS]

## Especificaciones técnicas
- Cámara: Digital 970;
- Duración de la fotografía: de octubre de 2007 a febrero de 2008;

Momento de la presentación: septiembre de 2008;
Director asistente: Ali Mohiuddin Ali;
Dirigida por: Hatem Ali.

## Publicaciones
- Television in Syria, Including: Bab Al-Hara, Seraa ALA El Remal, Saqf Al-Alam, Maraya, Ash-Shatat, Ghassan Massoud, Bassem Yakhour, Duraid. 60 p. Hephaestus Books, ISBN 1158722354 ISBN 9781158722358